# سیارک ۱۰۲۵۹
سیارک ۱۰۲۵۹ (به انگلیسی: 10259 Osipovyurij، نامگذاری:1972HL) ده هزار و دویست و پنجاه و نهمین سیارک کشف شده‌است که در ۱۸ آوریل ۱۹۷۲ کشف شد.
قدر مطلق سیارک برابر ۱۲٫۳۰ است.